# Kilijan Ferluga
Kilijan Ferluga, slovenski kulturni in politični delavec, * 18. september 1919, Plavje, občina Milje, Italija, † 20. junij 1996, Milje.

## Življenje in delo
Rodil se je v družini kovača Josipa in gospodinje Marije Ferluga, rojene Brajnik. Osnovno šolo je obiskoval v rojstnem kraju (vas sedaj pripada Sloveniji), Brezovici pri Ljubljani in Crikvenici gimnazijo pa v mestu Krk (1932-1940). V letih 1932−1941 je bil član pevskega zbora gimnazije na Krku. Med počitnicami pa je sodeloval v sokolskem pevskem zboru v Crikvenici. Septembra 1940 je bil nadzornik na gradbišču hidroelektrarne pri kraju Tribalj pri Novem Vinodolskem. Od januarja 1942 do 8. septembra 1943 je služil italijansko vojsko, nazadnje pri italijanski komandi železniškega prevoza v Beogradu. Po italijanski kapitulaciji je do avgusta 1944 delal v kulturnem društvu v Belanovcih in obenem pripravljal dijake na maturo, med septembrom 1944 do srede novembra 1944 je deloval kulturni skupini Slavija-Avtokomanda v Beogradu. Od 21. novembra 1944 do 12. avgusta 1946 je bil prevajalec pri misiji JLA v Albaniji ter obenem vodil tečaje za nepismene pripadnike JLA. Leta 1952 je v Trstu končal učiteljišče. Kot učitelj in uradnik je služboval v raznih krajih v okolici Trsta, ter bil oktobra 1980 upokojen.
Leta 1953  je bil med ustanovitelji učiteljskega društva Sloga, ki se je pozneje združilo s Sindikatom slovenskih šol. Eno leto po združitvi se je posvetil samo delovanju v miljski občini. Od maja 1956 do maja 1989 je bil občinski svetovalec v Miljah, odgovoren za vsa slovenska vprašanja, od februarja 1975 do novembra 1990 pa je bil predsednik Društva Slovencev v občini Milje. Leta 1978 se je lotil zbiranja domačih krajevnih imen na tržaškem ozemlju. Aprila 1992 je prejel Odličje svobode z zlatim listom, ki jih zaslužnim Slovencem podeljuje Zveza slovenskih kulturnih društev.
Po njem se imenuje slovensko društvo iz občine Milje; 2016 so po njem poimenovali oddelek za mlade bralce v občinski knjižnici.